# Xyleborus
Với hơn 500 loài, Xyleborus cho đến nay là chi bọ cánh cứng bark lớn nhất trong tông Xyleborini.
Xyloborus ngày nay bao gồm một số lượng cao các chi độc lập cũ. Ngoài ra, các chi Coptoborus, Cryptoxyleborus và Euwallacea thường được đưa vào đây, điều này có vẻ đúng vì chúng dường như có họ hàng gần. Ít thường xuyên hơn, Ambrosiodmus, Premnobius và Xyleborinus được bao gồm trong Xyleborus nhưng chúng dường như rất khác biệt; Premnobius có lẽ không thuộc Xyleborini.

## Các loài tiêu biểu[1]
- Xyleborus affinis Eichhoff, 1868
- Xyleborus atratus Eichhoff, 1875

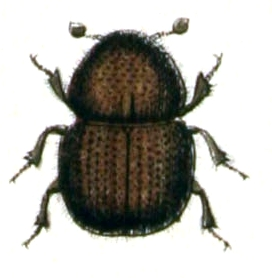
X. dispar

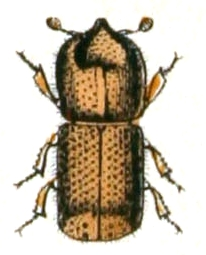
X. monographus

- Xyleborus californicus Wood, 1975 - có thể thuộc Cyclorhipidion
- Xyleborus celsus Eichhoff, 1868
- Xyleborus cryptographus (Ratzeburg, 1837)
- Xyleborus dispar (Fabricius, 1792)
- Xyleborus dryographus (Ratzeburg, 1837)
- Xyleborus eurygraphus (Ratzeburg, 1837)
- Xyleborus ferrugineus (Fabricius, 1801)
- Xyleborus glabratus Eichhoff, 1877
- Xyleborus horridus Eichhoff, 1869
- Xyleborus impressus Eichhoff, 1868
- Xyleborus intrusus Blandford, 1898
- Xyleborus inurbanus (Broun, 1880)
- Xyleborus monographus (Fabricius, 1792)
- Xyleborus obesus LeConte, 1868
- Xyleborus pelliculosus Eichhoff, 1878 - có thể thuộc Cyclorhipidion
- Xyleborus perforans (Wollaston, 1857)
- Xyleborus pfeilii (Ratzeburg, 1837)
- Xyleborus planicollis Zimmermann, 1868
- Xyleborus pubescens Zimmermann, 1868
- Xyleborus sayi (Hopkins, 1915)
- Xyleborus similis Ferrari, 1867
- Xyleborus viduus Eichhoff, 1878
- Xyleborus volvulus (Fabricius, 1775)
- Xyleborus xylographus (Say, 1826)

## Hình ảnh

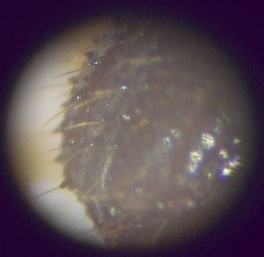
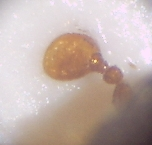
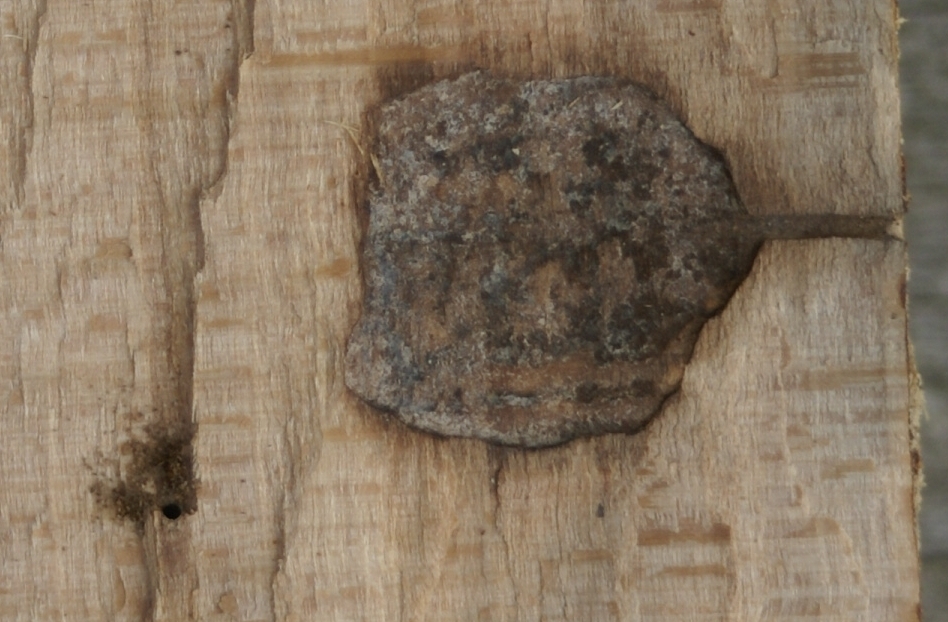
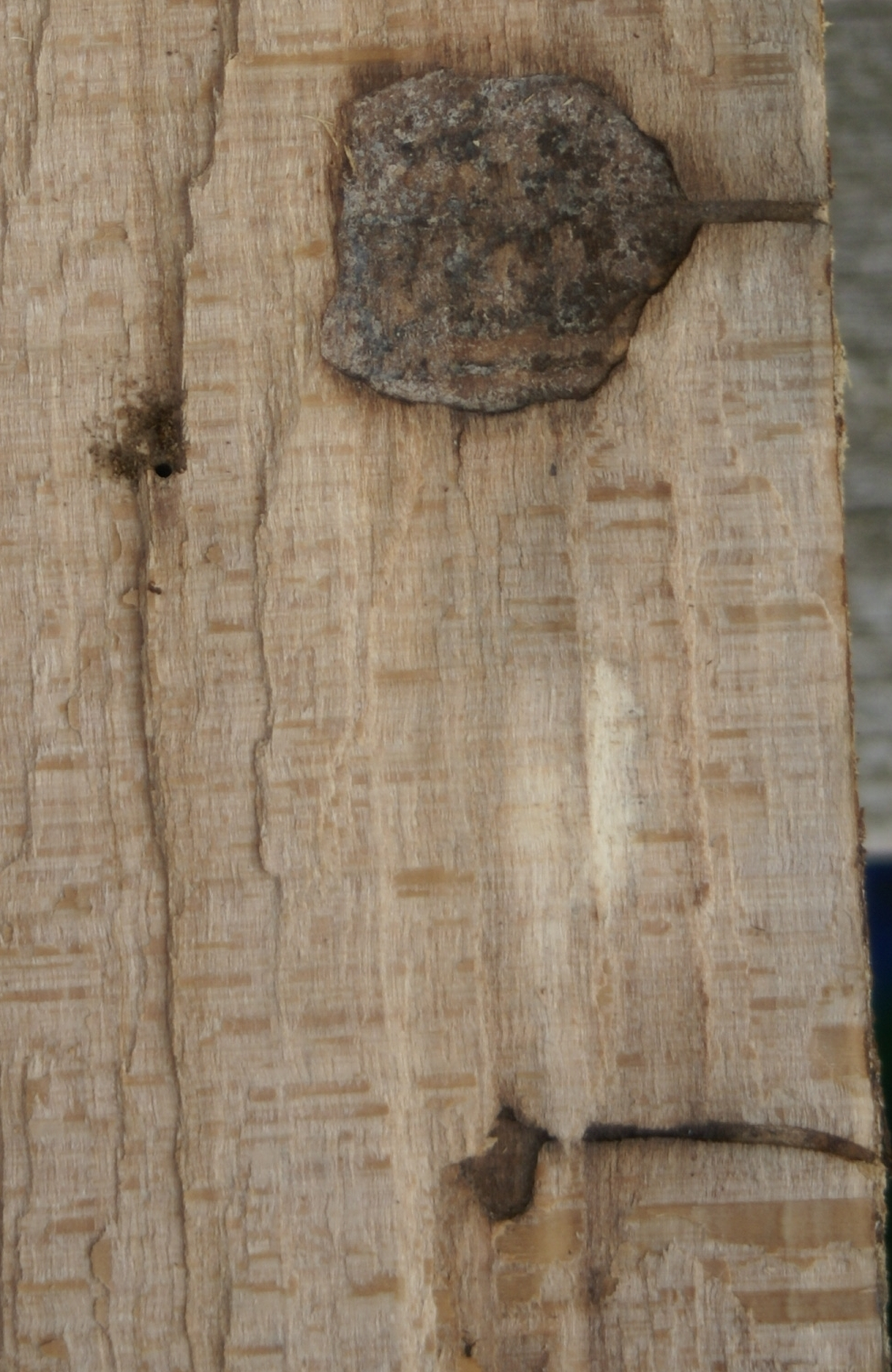